# Gunter Schmidt (Politiker)
Gunter Schmidt (* 3. November 1954 in Borau) ist ein deutscher Politiker (DBD, CDU). Er war von 1990 bis 1998 Abgeordneter im Landtag von Sachsen-Anhalt.

## Ausbildung und Leben
Gunter Schmidt studierte nach dem Abitur Landwirtschaft an der Martin-Luther-Universität Halle-Wittenberg und schloss das Studium als Diplomagraringenieur ab. 1979 bis 1981 arbeitete er als Ökonom bei der LPG (P) Prittitz und war 1981 bis 1990 Ratsmitglied für Umweltschutz, Wasserwirtschaft und Erholungswesen Hohenmölsen. 1990 wurde er LPG-Vorsitzender Milchproduktion Nessa.
Gunter Schmidt ist evangelisch, verheiratet und hat zwei Kinder.

## Politik
Gunter Schmidt war seit 1979 Mitglied der DBD. Nach der Wende wurde er 1990 Mitglied der CDU. Er wurde bei der ersten Landtagswahl in Sachsen-Anhalt 1990 im Landtagswahlkreis Hohenmölsen – Weißenfels II (WK 44) direkt in den Landtag gewählt. Bei der Landtagswahl 1994 verteidigte er sein Wahlkreismandat (nun Landtagswahlkreis Hohenmölsen-Weißenfels (WK 49)).